# Кучепатов, Николай Георгиевич
Никола́й Гео́ргиевич Кучепа́тов (3 февраля 1892, Онега, Архангельская губерния — 9 октября 1963, Петрозаводск, Карело-Финская ССР) — учёный-историк, педагог, деятель образования, заслуженный учитель школы Карело-Финской ССР (1947).

## Биография
Родился в семье рабочего лесопильного завода, учился в церковно-приходской школе, в Онежском городском училище. В 1911 году окончил Петрозаводскую учительскую семинарию.
В 1911—1915 годах — учитель Великогубской земской школы. С 1915 года — студент Ярославского пединститута, в том же году призван в армию. Участник Первой мировой войны, прапорщик Бутырского полка.
С 1918 года, после демобилизации, преподавал в Петрозаводском начальном училище, работал заведующим библиотекой в Петрозаводском народном университете. Работу совмещал с учёбой в Петроградском пединституте, который окончил в 1921 году.
В 1921—1931 годах — преподаватель в Петрозаводском педагогическом техникуме.
С 1931 года — в Карельском государственном педагогическом институте. В 1948 году защитил кандидатскую диссертацию на тему «Подготовка учителей в дореволюционной России и роль Петербургского учительского института», с 1954 года — доцент института.
В 1957 году был награждён медалью К. Д. Ушинского «за многолетнюю и плодотворную работу в области народного образования».

## Научные работы
Является автором более 40 научных трудов и статей по вопросам истории народного образования в Карелии. Основные из них:
- Школа в дореволюционной Карелии / Н. Г. Кучепатов; [ред. И. М. Июдин]. — Петрозаводск: Госиздат КАССР, 1956. — 107 с.
- Народное образование в Советской Карелии / Н. Г. Кучепатов. — Петрозаводск: Госиздат КАССР, 1958. — 87, [1] с.: ил.